# Cóndores no entierran todos los días (película)
Cóndores no entierran todos los días es una película colombiana dirigida por Francisco Norden y basada en la novela homónima de Gustavo Álvarez Gardeazábal, relata episodios de la violencia en Colombia durante los años cincuenta vistas desde la historia de León María Lozano, alias "El Cóndor", interpretado por el actor Frank Ramírez.

## Argumento
El Preludio de la película dice: 

" En Colombia, desde la segunda mitad del siglo XIX, los dos partidos políticos tradicionales, el Liberal y el Conservador, se enfrentaron en una serie de guerras civiles que durante cerca de 100 años ensangrentaron al país. La última de estas fue conocida como “La Violencia”. Se inició a raíz del asesinato del caudillo popular Jorge Eliécer Gaitán, el 9 de Abril de 1948. Ese día comenzó una época tenebrosa que habría de durar una década y en la cual cumplieron papel muy importante los asesinos a sueldo, los llamados “pájaros”, tales como León María Lozano, el más notorio de todos, “El Cóndor” ! "

Esta historia se desarrolla en Tuluá, Valle del Cauca, entre 1946 y 1957. El país es dirigido por un gobierno liberal, asignando partidarios liberales en los cargos públicos de todo el país, que está cercano a las elecciones. León María Lozano es un militante conservador en un pueblo de mayoría liberal, razón por la que es discriminado por la mayoría de los habitantes, con la excepción de sus simpatizantes en el partido y por Doña Gertrudis Potes, importante militante liberal en el pueblo.
La historia comienza en la Catedral, mientras León María Lozano y Gertrudis Potes asisten al sermón del párroco, quien constantemente sataniza a los liberales y martiriza a los conservadores con distintos episodios de la historia colombiana; el primero fue la masacre de la Resolana al inicio de la película donde se extermina a una familia conservadora. Gertrudis evidencia esta verdad mientras habla con Don Julio, un boticario partidario conservador. Al salir de la iglesia, León María se acerca a Doña Gertrudis para pedirle su ayuda en la búsqueda de un trabajo.
Cuando trabajaba como vendedor de libros, León María Lozano padece uno de sus ataques de asma (que se repiten a lo largo de la película); es tras este ataque que León María Lozano confiesa su mayor miedo profetizado en su niñez por un brujo de Palmira: Morir en la calle, solo, rodeado de desconocidos y sin su familia.
León María empieza a trabajar en una tienda de quesos gracias a las influencias de Doña Gertrudis. Posteriormente, Mariano Ospina Pérez gana las elecciones de 1946, dejando a los liberales por fuera del poder, lo cual le causa una gran alegría a León María, pero una fuerte decepción a los liberales del pueblo. 
Durante los acontecimientos del bogotazo el 9 de abril de 1948, cuando se conoce de la muerte de Jorge Eliécer Gaitán, se generan revueltas a nivel nacional en contra del partido conservador. En estos hechos, León María Lozano y sus partidarios huyen hacia el directorio municipal del partido conservador, mientras son perseguidos por una multitud iracunda por la muerte de Gaitán; temiendo por su propia vida y lo que la multitud pueda hacer en el pueblo, León María Lozano dispersa a la multitud arrojándoles explosivos, convirtiéndolo en un héroe local. Al día siguiente, Gertrudis Potes y sus partidarios conversan respecto al tema; impresionados por lo ocurrido. Tras este reconocimiento, León María Lozano descubre sus oportunidades dentro del pueblo y descubre que lo puede controlar y poner al pueblo a manos de los conservadores.
Poco después, tras las elecciones, el gobierno del país fue ocupado por una mayoría conservadora, lo que hace que el alcalde del pueblo sea reemplazado por un simpatizante conservador, favoreciendo los propósitos de León María Lozano.
Lentamente, León María Lozano, aprovecha su ventajosa situación para convertirse en un asesino. Sus simpatizantes conservadores se transforman en sus sicarios, apodados los "pájaros", quienes comienzan a asesinar a los principales militantes liberales del departamento.
En uno de sus primeros golpes, envía a "los pájaros" a atacar contra la cárcel del vecino pueblo de San Jerónimo para sacar a los prisioneros conservadores para su ejército, mientras él observa seguro en su auto. Durante el tiroteo, el alcalde del pueblo pasa en frente del auto de León María Lozano, el cual se atemoriza cuando cae en cuenta de lo que ocurre. León María Lozano no duda en criticarlo, tratándolo como a un débil que está en su oficina cuando debería estar patrocinando lo que también debía ser su lucha. El alcalde se retira mientras los sicarios de León María Lozano celebran en honor al partido conservador. El alcalde sabe que, por más que León María sea un criminal, no puede hacer nada, pues él es un conservador, uno de los suyos.
Mientras ocurrían los constantes homicidios, el partido conservador se entera de las acciones de León María Lozano. Tras invitarlo a Bogotá, los conservadores le manifiestan su entero apoyo y protección para que el continúe su misión patriótica. Los liberales que todavía están en Tuluá, se reúnen para manifestar su preocupación ante los pájaros, dirigidos por León María Lozano. Con la frase Pues si la amenaza son los pájaros, su líder es un cóndor., Gertrudis Potes le da su "alias" a León María Lozano.
Durante la ola de homicidios, liberales de todo el departamento son asesinados y dejados en otros municipios, siendo enterrados como N.N.s, lo que pone en aprietos a las autoridades y a la iglesia. Todos en el pueblo temen confesar por el temor de morir a manos de "El Cóndor". Con el tiempo, León María es recompensado por el partido conservador, enviando a su hija a estudiar al extranjero (dado que esta tenía un novio liberal) y un sueldo suficiente para subsistir.
León María Lozano se va transformando en un hombre siniestro y maquiavélico; no solo persigue a los liberales, sino a todo aquel que se oponga a su régimen. Tras ser criticado por Rosendo Zapata, un importante miembro del Partido Liberal, León María le da muerte. Durante el entierro de este, Restrepo, otro seguidor del partido liberal, trata de incitar a sus copartidarios a defenderse, también a bala, contra los conservadores, algo que escucha León María. Uno de "los pájaros" se dirige a su oficina; antes de encontrarse con el hombre, el pájaro ve una fotografía de Gaitán colgada en la oficina; iracundo contra esa imagen, el pájaro no duda en disparar al liberal; luego ofende la fotografía y se va.
León María Lozano sufriría un envenenamiento con unos buñuelos fabricados con un queso en mal estado y parecía estar al borde de la muerte, razón por la cual el pueblo entero salió a celebrar por la noche; reían y tocaban música al pie de su casa. Cuando se recuperó, León María ordenó asesinar a los músicos que tocaron aquella noche. A los funerales paulatinamente ya nadie asistía, temerosos ante ser las próximas víctimas del cóndor. Gertrudis Potes y varios compañeros atacan a León María en el periódico, a pesar de la estricta censura del gobierno, pero tales compañeros también son asesinados por "los pájaros".
León María Lozano tenía ahora el poder absoluto, dejando a los liberales dos opciones: abandonar el pueblo (debido al boleteo de los conservadores) o quedarse a morir. Este poder lo comenzaría a enloquecer, por lo que comenzó a tener desórdenes mentales y delirios de persecución; imaginaba que era perseguido por los cuatro jinetes del apocalipsis, quienes querían su alma. El poder absoluto de León María Lozano terminaría el día que se conoció la masacre del Recreo. En La masacre, la mayoría de la población civil del pueblo del Recreo fue asesinada a sangre fría; hecho en el que no se dudó en incriminar a León María Lozano (si bien no tuvo nada que ver). León María, furioso, trata de investigar los hechos y los responsables de la masacre, sin éxito. Él se encuentra en su casa con su esposa y escucha la radio, pero el clima en la calle es de mucha agitación. Luego llega la noticia de que el gobierno del presidente Laureano Gómez fue derrocado, lo que significa para León María Lozano la pérdida total del poder.
El partido conservador, harto de las atrocidades de León María Lozano, lo envía a Pereira para protegerlo a él y a la imagen del partido; además, le asigna una pensión por los servicios prestados. Allí, León María es ejecutado en la noche por sicarios enviados por los liberales al salir de una iglesia. La película finaliza cuando León María escucha los cascos de los cuatro jinetes del apocalipsis, muriendo de la forma en que siempre temió: En la calle, solo, rodeado de desconocidos y sin su familia.

## Elenco
- Frank Ramírez como León María Lozano 'El Cóndor'.
- Isabela Corona como Gertrudis Potes, una de las líderes liberales locales.
- Vicky Hernández como Agripina, la esposa de León María.
- Víctor Hugo Morant como el Padre Amaya, el sacerdote del pueblo.
- Santiago García como don Rosendo Zapata, funcionario público y acérrimo liberal.
- Luis Chiappe como Gustavo Gardeazábal.
- Juan Gentile como Andrés Santacoloma.
- Edilberto Gómez como don Julio, el farmaceuta.
- Antonio Aparicio Sandoval Lamparilla, uno de los "Pájaros".
- Carlos Parada como Atehortúa, el embolador y luego "Pájaro".
- Carlos José Reyes como el Doctor Cardona, el médico que atiende a León María.
- Rafael Bohórquez como Alvarado, el director del noticiero local.
- Humberto Quintero como el alcalde liberal.
- Jairo Soto como el alcalde conservador.
- Manuel Pachón como el alcalde de San Jerónimo.
- Edgardo Román como "El Indio" Arango, uno de los campesinos liberales del pueblo.
- Diego Álvarez como Alfonso Santacoloma, hijo de uno de los líderes liberales.
- Rosa Virginia Bonilla como Dolores Herrera, quien atiende la Quesería.
- Ramiro Corzo como el señor Restrepo, uno de los liberales del pueblo.
- Yolanda García como la Tía Carmela 'Carmelita' Lozano.
- Francisco Martínez como Aristides "El Negro" Arrieta, uno de los líderes liberales del pueblo.
- Gerardo Calero como uno de los enviados de los conservadores.